# Sherry Britton
Pour les articles homonymes, voir Britton.
Sherry Britton, née Edith Zack le 28 juillet 1918 à New Brunswick (New Jersey) aux États-Unis, est une danseuse de burlesque américain, des années 1930 et 1940, une actrice et une productrice de télévision. Durant sa carrière, elle joue dans 39 pièces, dont 14 comédies musicales, chante dans les boîtes de nuit et fait de nombreuses apparitions télévisées. Elle soutient les troupes pendant la Seconde Guerre mondiale et, en 1944, est nommée brigadier général d'honneur par le président Franklin Delano Roosevelt. Elle joue à Broadway, en 1958, dans le rôle de la princesse Alexandrie, une danseuse du ventre accomplie, dans la comédie Drink to Me Only.
En 1971, Sherry Britton, qui avait déjà été mariée deux fois auparavant, et qui déclarait qu'elle avait été fiancée 14 fois, se marie au riche homme d'affaires Robert Gross. Celui-ci, en raison de son intelligence, la pousse à suivre des cours de droits à l'université Fordham. Elle est diplômée, en 1982, avec magna cum laude, à l'âge de 63 ans.
Elle meurt à Manhattan aux États-Unis, le 1er avril 2008.

## Filmographie
La filmographie de Sherry Britton, comprend les trois films suivants :
- 1981 : The Best of Burlesque (productrice et actrice)
- 1958 : The Investigators (épisode #1.6)
- 1954 : The Mask